# Йохан IV фон Аркел
Йохан IV фон Аркел или Ян ван Аркел (на немски: Johann von Arkel; на нидерландски: Jan van Arkel; * 1314; † 1 юли 1378, Лиеж) е 47. княжески епископ на Утрехт (1342 – 1364) в Нидерландия и княжески епископ на Лиеж (1364 – 1378) в Белгия.

## Произход и духовна кариера
Той е от един от най-значимите благороднически родове от Холандия. Син е на Йохан III ван Аркел/Ян III ван Аркел († 1324/1326) и втората му съпруга Кунигунда фон Вирнебург († 1328), вдовица на Йохан II фон Райфершайд „Стари“ († 1317), дъщеря на граф Рупрехт II фон Вирнебург († 1308) или на граф Хайнрих I фон Вирнебург († сл. 1298). Майка му е сестра на Хайнрих III фон Вирнебург († 1353), архиепископ и курфюрст на Майнц (1328/1337 – 1346/1353), и племенница на Хайнрих II фон Вирнебург, архиепископ и курфюрст на Кьолн (1304 – 1332).
Йохан IV става духовник и домхер в Утрехт. Известно време живее в папския двор. През 1342 г. папа Климент VI го номинира за епископ на Утрехт. През 1364 г., по нареждане на папа Урбан V, той трябва да смени службата си в Утрехт с епископския стол в Лиеж.
Погребан е в катедралата на Утрехт.

## Деца
Йохан IV фон Аркел/Ян ван Аркел има връзка с Ермгард ван Вадерле (* ок. 1318), дъщеря на Петер ван Вадерле (* ок. 1290) и има с нея две незаконни деца:
- Кунегонда ван Аркел (* ок. 1340), омъжена ок. 1362 г. за Дирк де Ровер (* ок. 1340; † 1414)
- Ян ван Райнещайн, женен I. за фон Асперен, II. 1365 г. за Лутгард фон Щаркенбург, III. за Маргарета фон Амеронген